# Un mondo a parte (singolo)
Un mondo a parte è un singolo del cantautore italiano Jovanotti, pubblicato il 14 febbraio 2025 come terzo estratto dal sedicesimo album in studio Il corpo umano vol. 1.

## Descrizione
Il brano è stato presentato per la prima volta l'11 febbraio 2025 durante la prima serata del Festival di Sanremo 2025, dove l'artista era ospite.

## Video musicale
Il video musicale è stato pubblicato il 31 gennaio 2025 in concomitanza alla pubblicazione dell'album. Il video è stato diretto da Marco Braia presso la Galleria Borghese di Roma, presenta cameo tratti dai visual registrati per le restanti tracce, con inquadrature su differenti opere d'arte, tra cui Paolina Borghese di Antonio Canova e il David di Gian Lorenzo Bernini. Jovanotti ha raccontato la scelta del luogo delle riprese:

## Classifiche
| Classifica (2025) | Posizione massima |
| ----------------- | ----------------- |
| Italia            | 27                |